# Wydział Biologii Uniwersytetu Gdańskiego
Treść tego artykułu może nie być zgodna z zasadami neutralnego punktu widzenia.
Dokładniejsze informacje o tym, co należy poprawić, być może znajdują się w dyskusji tego artykułu.
 Po wyeliminowaniu niedoskonałości należy usunąć szablon [[Szablon:Dopracować|]] z tego artykułu.

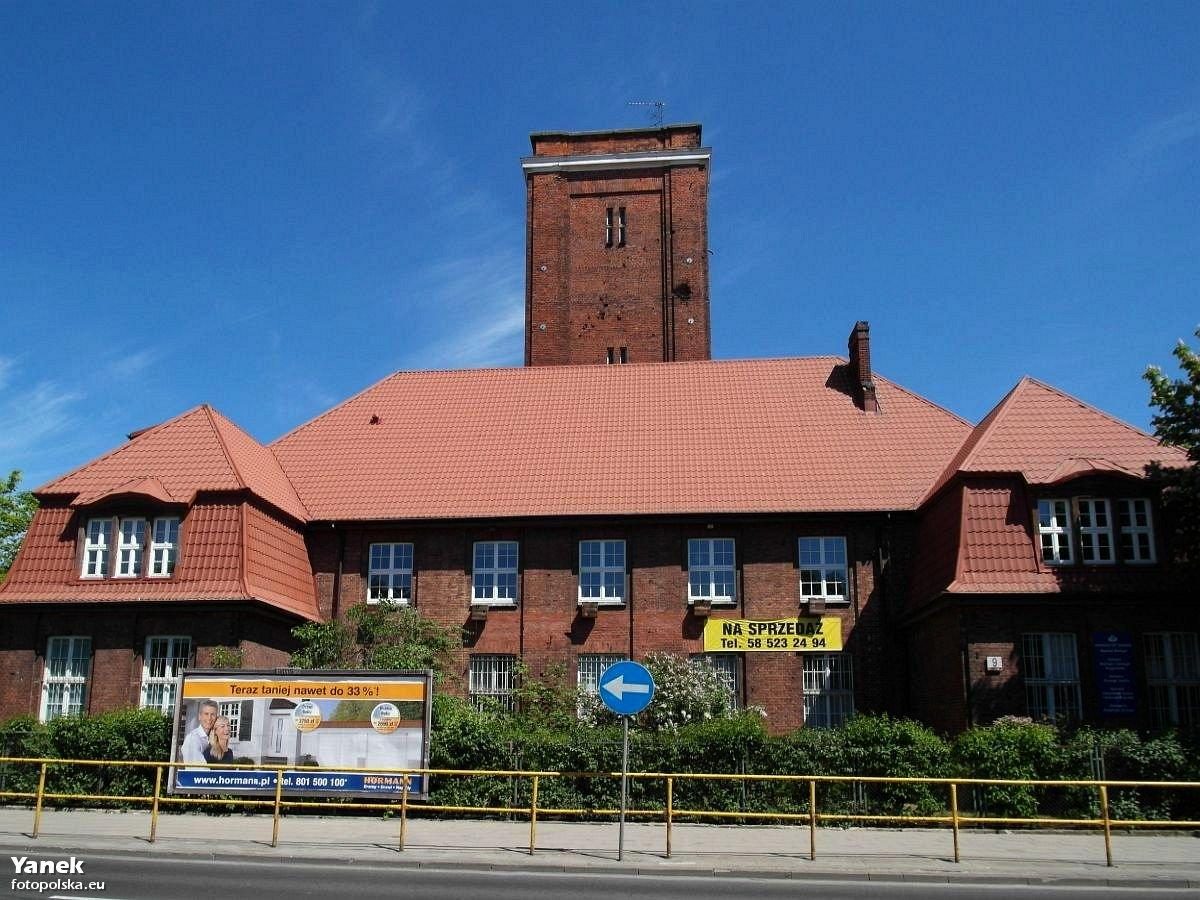
Wydział Biologii Uniwersytetu Gdańskiego (stary budynek)

Wydział Biologii Uniwersytetu Gdańskiego – jeden z wydziałów Uniwersytetu Gdańskiego, powstał w 2008 r. w wyniku podziału Wydziału Biologii, Geografii i Geografii. Wcześniej funkcjonował jako Wydział Biologii i Nauk o Ziemi, który w 1985 r. zmienił nazwę na Wydział Biologii, Geografii i Oceanologii.
W budynku Wydziału znajdują się, dostępne dla wszystkich, formikarium, wystawa zawierająca szkielet płetwala zwyczajnego (wypożyczony z Muzeum Morza w Stralsundzie) oraz modele drapieżnych stawonogów oraz kilkaset okazów wypchanych ptaków, ssaków i gadów, największe akwarium biotopu jeziora Malawi w Polsce oraz Muzeum Inkluzji w Bursztynie.

## Działalność naukowa i dydaktyczna
Sztandarowym kierunkiem kształcenia studentów I i II stopnia jest Biologia. Wydział oferuje także inne kierunki, takie jak Biologia medyczna, Genetyka i biologia eksperymentalna oraz Ochrona zasobów przyrodniczych. Ponadto Wydział Biologii prowadzi studia doktoranckie w dyscyplinach: Biologia, Ekologia i Mikrobiologia oraz studia podyplomowe: Waloryzacja i ochrona obszarów przyrodniczych.
Obecnie Wydział Biologii ma uprawnienia do nadawania stopnia doktora nauk biologicznych w trzech dyscyplinach – biologii, ekologii i mikrobiologii, a także do nadawania stopnia naukowego doktora habilitowanego nauk biologicznych w zakresie biologii i mikrobiologii. 
W 2012 roku, dzięki funduszom Unii Europejskiej, Wydział przeniósł się do nowo wybudowanej siedziby o powierzchni 23 000 m², położonej wewnątrz Bałtyckiego Kampusu Uniwersytetu Gdańskiego, która oferuje lepsze warunki do badań naukowych. Wydział szczyci się nowoczesną infrastrukturą, audytorium, salami wykładowymi i laboratoriami wyposażonymi w systemy audiowizualne oraz specjalistyczną aparaturę badawczą. 
Wydział Biologii zatrudnia ponad 200 pracowników, w tym: 48 profesorów i doktorów habilitowanych, 57 adiunktów, 23 asystentów, 13 starszych wykładowców oraz 71 pracowników inżynieryjno-technicznych i administracyjnych. W roku akademickim 2016/2017 na Wydziale Biologii będzie studiowało 805 studentów na studiach pierwszego i drugiego stopnia oraz 106 doktorantów.
Prowadzone badania naukowe obejmują różnorodną tematykę z zakresu biologii środowiskowej, molekularnej oraz medycznej. Wysoki poziom badań jest potwierdzany rokrocznie wysokim poziomem publikacji naukowych w najlepszych czasopismach naukowych z tzw. listy filadelfijskiej.
Kadra naukowa szeroko współpracuje z ośrodkami naukowymi zarówno krajowymi, jak i zagranicznymi, biorąc też czynny udział w towarzystwach naukowych czy komitetach redakcyjnych.
Na Wydziale regularnie organizowane są imprezy popularyzujące naukę – Dni Mózgu czy Noc Biologów.

## Struktura
Wydział składa się z 13 katedr, Laboratorium Mikroskopii Elektronowej, Laboratorium Izotopowego, Pracowni Biologii Molekularnej Instytutu Biochemii i Biofizyki PAN afiliowanej przy UG, Pracowni Dydaktyki Biologii, Kolekcji Plazmidów i Drobnoustrojów oraz 2 stacji terenowych. 
- Gdańsk, ul. Wita Stwosza 59
  - Katedra Biochemii Ogólnej i Medycznej,
  - Katedra Biologii Eksperymentalnej i Biotechnologii Roślin,
  - Katedra Biologii i Genetyki Medycznej,
  - Katedra Genetyki Molekularnej Bakterii,
  - Katedra Biologii Molekularnej,
  - Katedra Ekologii Roślin,
  - Katedra Ekologii i Zoologii Kręgowców,
  - Katedra Ewolucji Molekularnej,
  - Katedra Fizjologii Zwierząt i Człowieka,
  - Katedra Genetyki i Biosystematyki,
  - Katedra Mikrobiologii,
  - Katedra Taksonomii Roślin i Ochrony Przyrody,
  - Katedra Zoologii Bezkręgowców i Parazytologii,
  - Pracownia Dydaktyki Biologii,
  - Pracownia Entomologii Ewolucyjnej i Muzeum Inkluzji w Bursztynie,
  - Pracownia Biologii Molekularnej Instytutu Biochemii i Biofizyki PAN w Gdańsku
  - Laboratorium Izotopowe,
  - Laboratorium Mikroskopii Elektronowej,
  - Kolekcja Plazmidów i Drobnoustrojów.

### Terenowe placówki badawcze
- Stacja Badania Wędrówek Ptaków,
- Stacja Biologiczna im. Profesora Fryderyka Pautscha w Gdańsku-Sobieszewie.

## Historia
- 1946 r. założona została Wyższa Szkoła Pedagogiczna w Gdańsku, w której znajdował się m.in. Wydział Biologii i Nauk o Ziemi. Dwadzieścia cztery lata później, uczelnia ta została połączona z Wyższą Szkołą Ekonomiczną w Sopocie, tworząc Uniwersytet Gdański.
- 1971 – przejęcie Stacji Biologicznej w Górkach Wschodnich od Akademii Medycznej.
- 1977 – powstaje Morskie Laboratorium Terenowe w Helu.
- 1985 – nazwa Wydział Biologii i Nauk o Ziemi została zmieniona na Wydział Biologii, Geografii i Oceanologii.
- 1992 – otwarto Stację Morską Instytutu Oceanografii UG w Helu. Poprzednio MLT.
- 13 października 1997 – otwarto Fokarium.
- 2002 – w Gdyni powstaje centrum badawczo-dydaktyczne dla oceanografii.
- 20 czerwca 2003 – w Stacji Morskiej w Helu otwarto kompleks naukowo-dydaktyczny.
- 1 października 2004 – Instytut Biologii rozpoczął działalność.
- 2004 – wyróżnienie dla kierunku Oceanografia wydane przez Państwową Komisję Akredytacyjną.
- 2008 – otwarcie nowych kierunków studiów: geologia i gospodarka przestrzenna.
- 2008 – Wydział Biologii, Geografii i Oceanologii zostaje podzielony na Wydział Oceanografii i Geografii oraz Wydział Biologii[1]. Dotychczasowy Wydział znajdował się w trzech punktach Gdańska i jednym w Gdyni, zaś po podziale - w dwóch w Gdańsku i jednym w Gdyni, pomijając terenowe placówki badawcze.
- 2012 – przeniesienie wydziału do kampusu UG.

## Władze[9]
W kadencji 2024–2028
- Dziekan – prof. dr hab. Dariusz Szlachetko
- Prodziekan ds. nauki – dr hab. Joanna Izdebska, prof. UG
- Prodziekan ds. studenckich i rozwoju – dr hab. Wojciech Pokora, prof. UG
- Prodziekan ds. kształcenia – dr hab. Krzysztof Banaś, prof. UG